# Dassa I
Dassa I è un arrondissement del Benin situato nella città di Dassa-Zoumè (dipartimento delle Colline) con 9.807 abitanti (dato 2006).